# Quito

Vedere panoramică asupra orașului Quito

Quito este capitala Ecuadorului. Este situată la o altitudine de 2850 m, la poalele vulcanului Pichincha, fiind singura capitală din lume amenințată de un vulcan activ.
Este capitala cea mai apropiată de Ecuator din lume (0°14' latitudine sudică). Quito este a doua capitală din lume ca altitudine după La Paz (Bolivia).

## Istoria
După cucerirea Imperiului Inca, vechiul Quito a fost distrus din temelii și reconstruit de către un grup de conchistadori, în anul 1534. Centrul istoric este monument UNESCO, fiind unul dintre cele mai ilustrative exemple de artă colonială hispanică din întreaga Americă.

## Etimologie
Numele capitalei păstrează amintirea unui regat precolumbian Quitu, numele pe care i l-au dat inițial conquistadorii spanioli o dată ce l-au cucerit în anul 1533, în frunte cu Sebastián de Belalcázar, fiind San Francisco de Quito.

## Vulcani din apropiere
În apropierea lui Quito se afla vulcanul Pichincha, care se afla în partea vestică orașului. Quito este de asemenea, singura capitală din lume care este amenințată în mod direct de un vulcan activ.

Vulcanul Pichincha are mai multe vârfuri, printre care Rucu Pichincha, la 4700 de metri deasupra nivelului mării și Pichincha Guagua la 4794 de metri. 

Guagua Pichincha este activ și este monitorizat de către vulcanologii de la Institutul Geofizic al Universitatii Politehnice naționale. Cea mai mare erupție a avut loc în 1660 atunci când un strat de mai mult de 25 cm de cenușă a acoperit orașul. 

Au existat trei erupții minore în secolul al XIX-lea. Cea mai recentă erupție a fost înregistrată la 23 august 2006, atunci când o mare cantitate de cenușă a fost depusă pe oraș. Deși nu a fost devastatoare, erupția a provocat o perturbare importantă a activităților zilnice ale orașului, inclusiv o închidere temporară a aeroportului internațional.

## Demografie
- populație: 1,978,376 de locuitori
- locuințe: 419,845[necesită citare]
- rata șomajului: 8.9%[necesită citare]

## Împrejurimi

Târgul de la Otavalo

„El Teleferico” este telefericul care urcă pe Cruz Loma, versantul estic al vulcanului Pichincha, la 4.100 m altitudine.
Mitad del Mundo este un orășel aflat la 60 de km nord de Quito, pe unde trece linia Ecuatorului. Întregul sit este dedicat Ecuatorului, printre atracții numărându-se Muzeul Solar, mai multe planetarii, monumentul dedicat centrului lumii și un orășel turistic.
Otavalo este o localitate situată la o oră și jumătate de Quito, renumită pentru târgul artizanal de week-end. Aici, indienii vând covoare, haine, obiecte și artă tradițională.

## Personalități născute aici
- Jorge Icaza (1906 - 1978), scriitor, regizor;
- Arturo Rodas (n. 1954), compozitor.

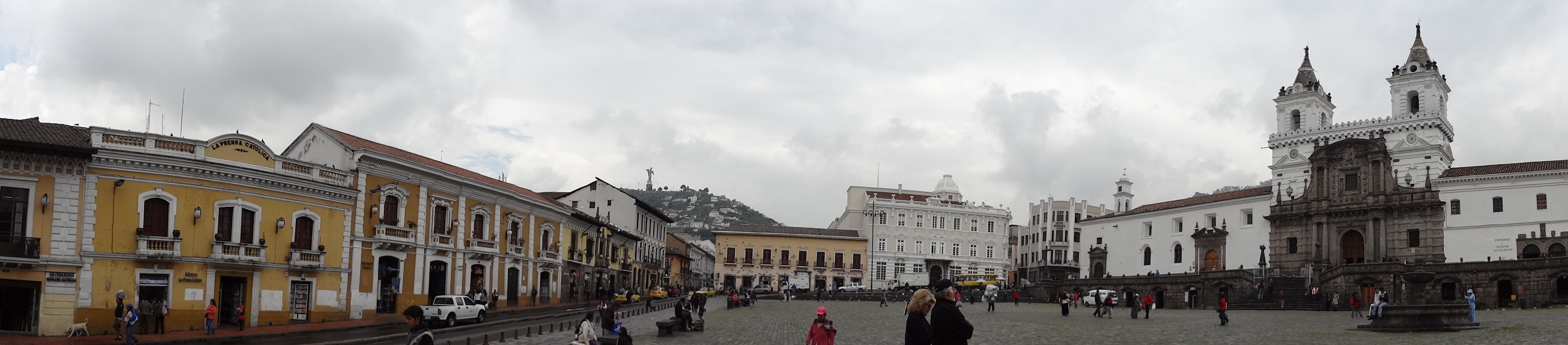
San Francisco Plaza, Quito

#### Guápulo, Quito

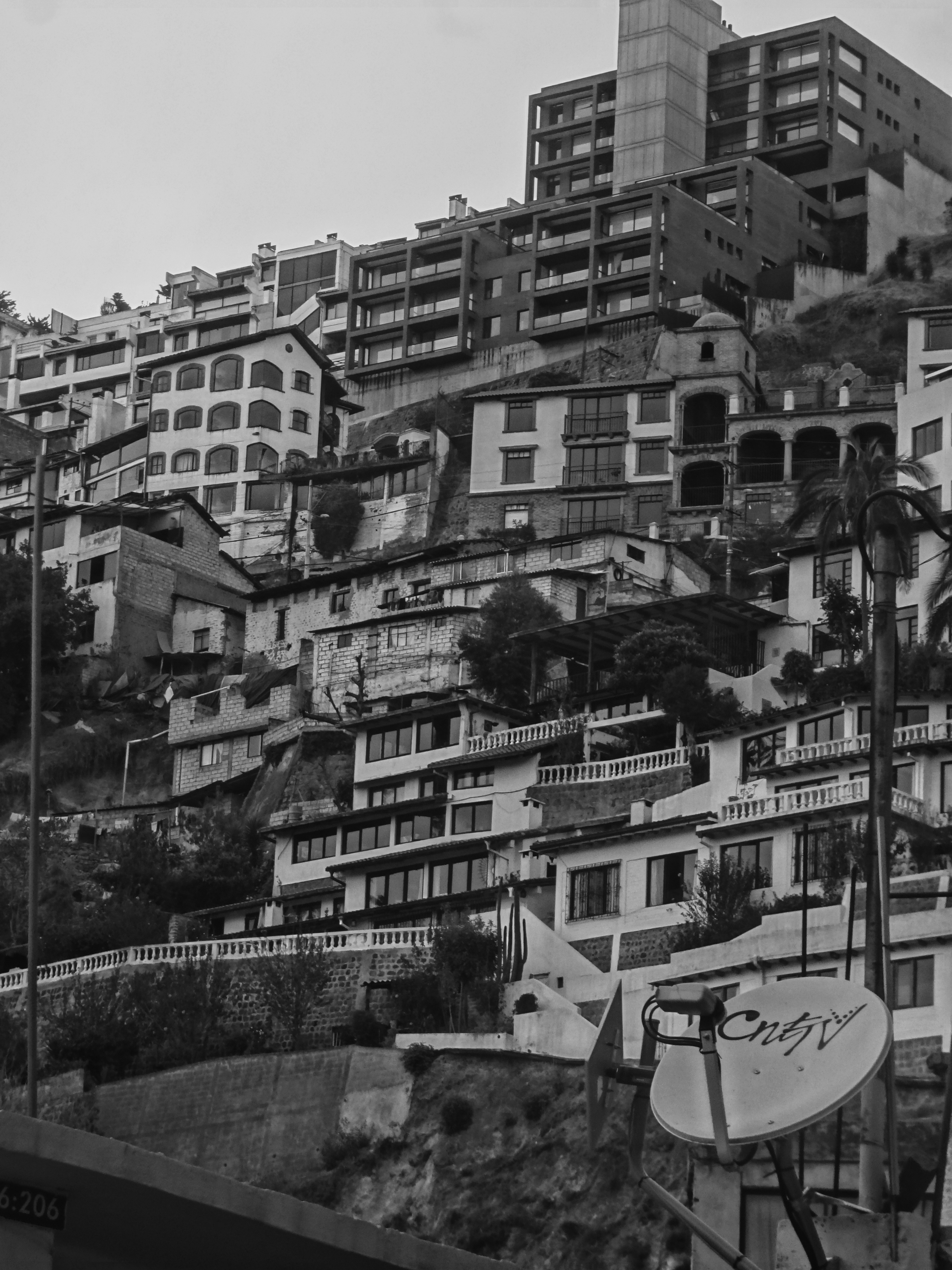
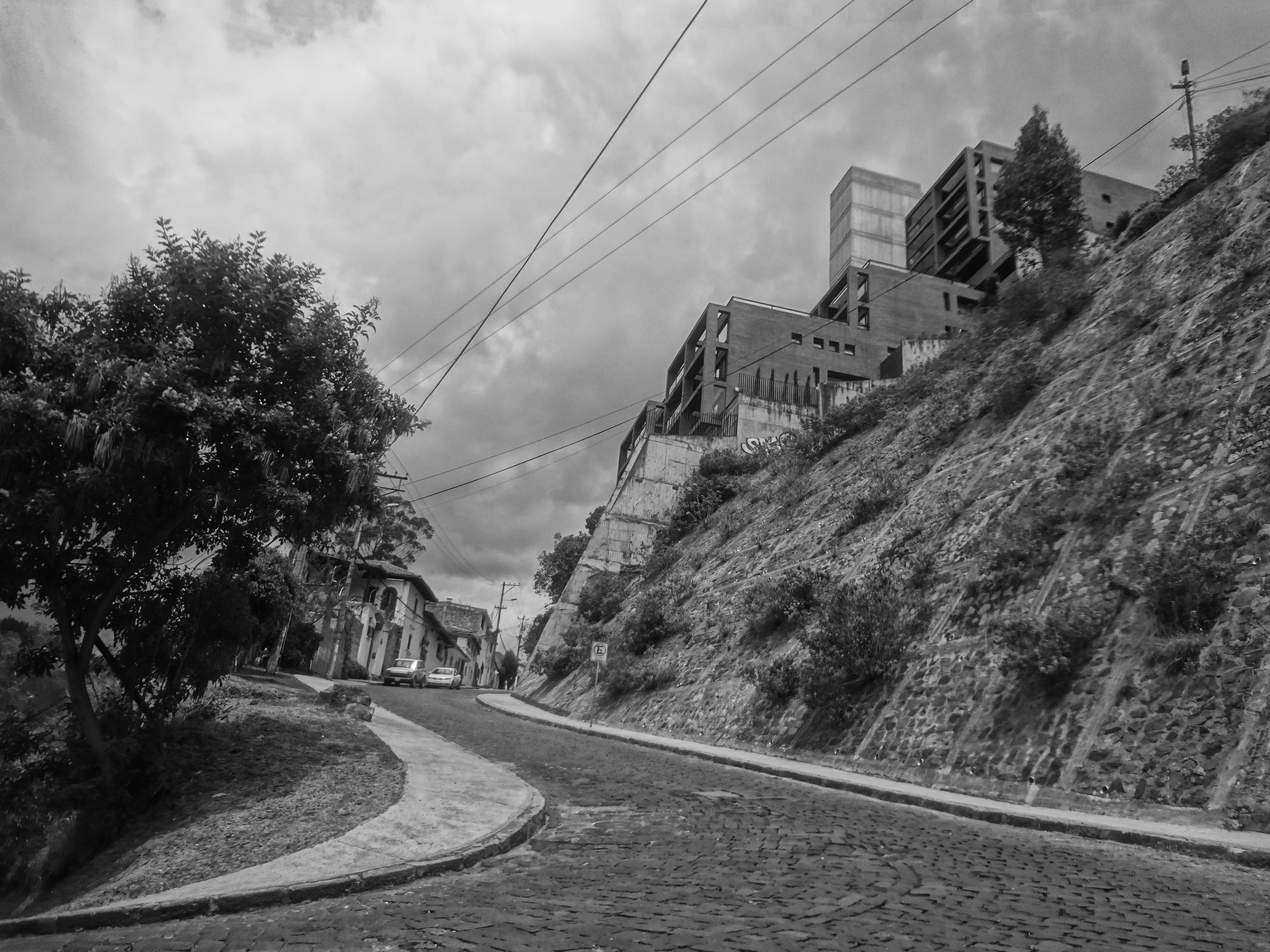
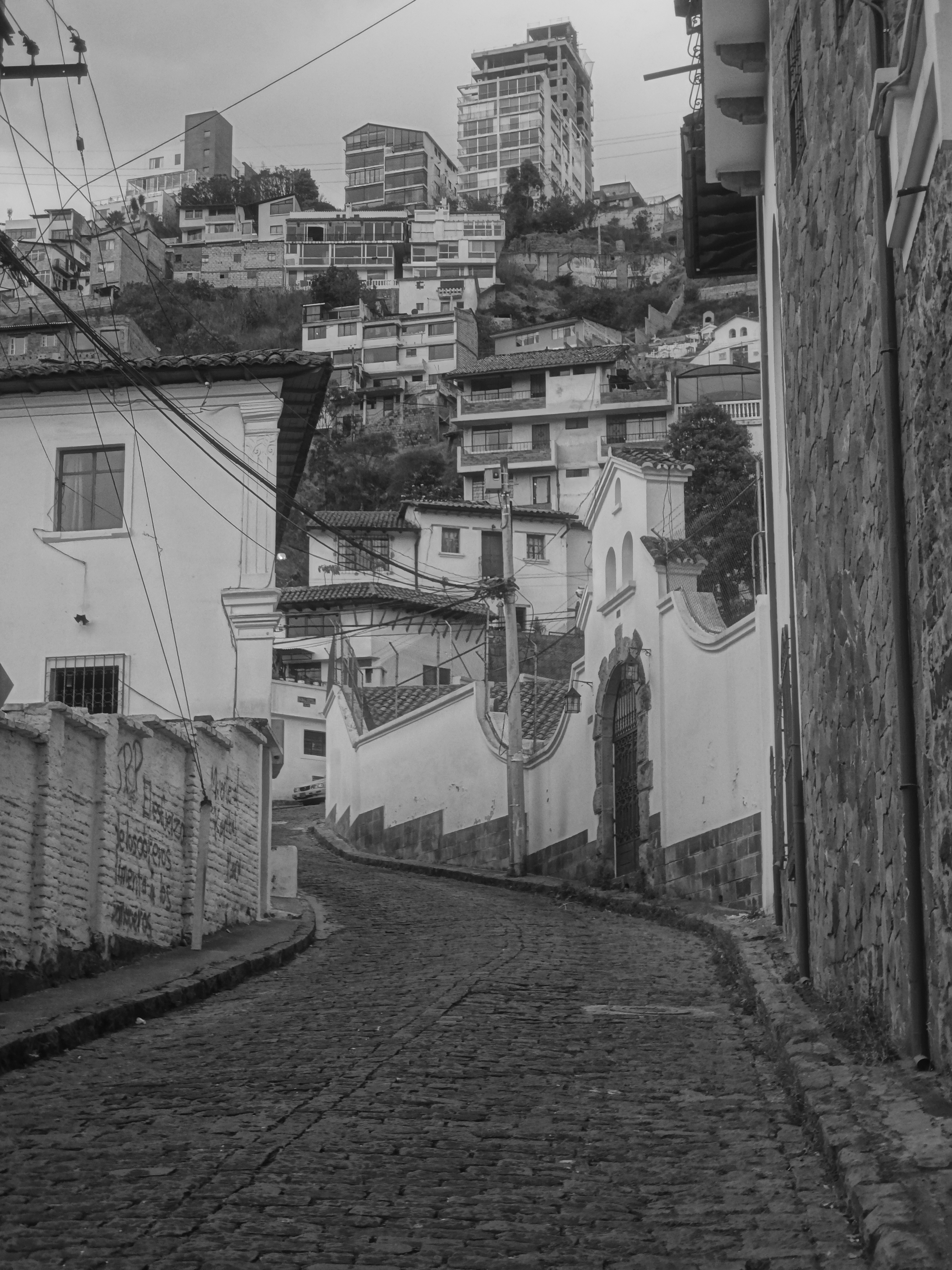
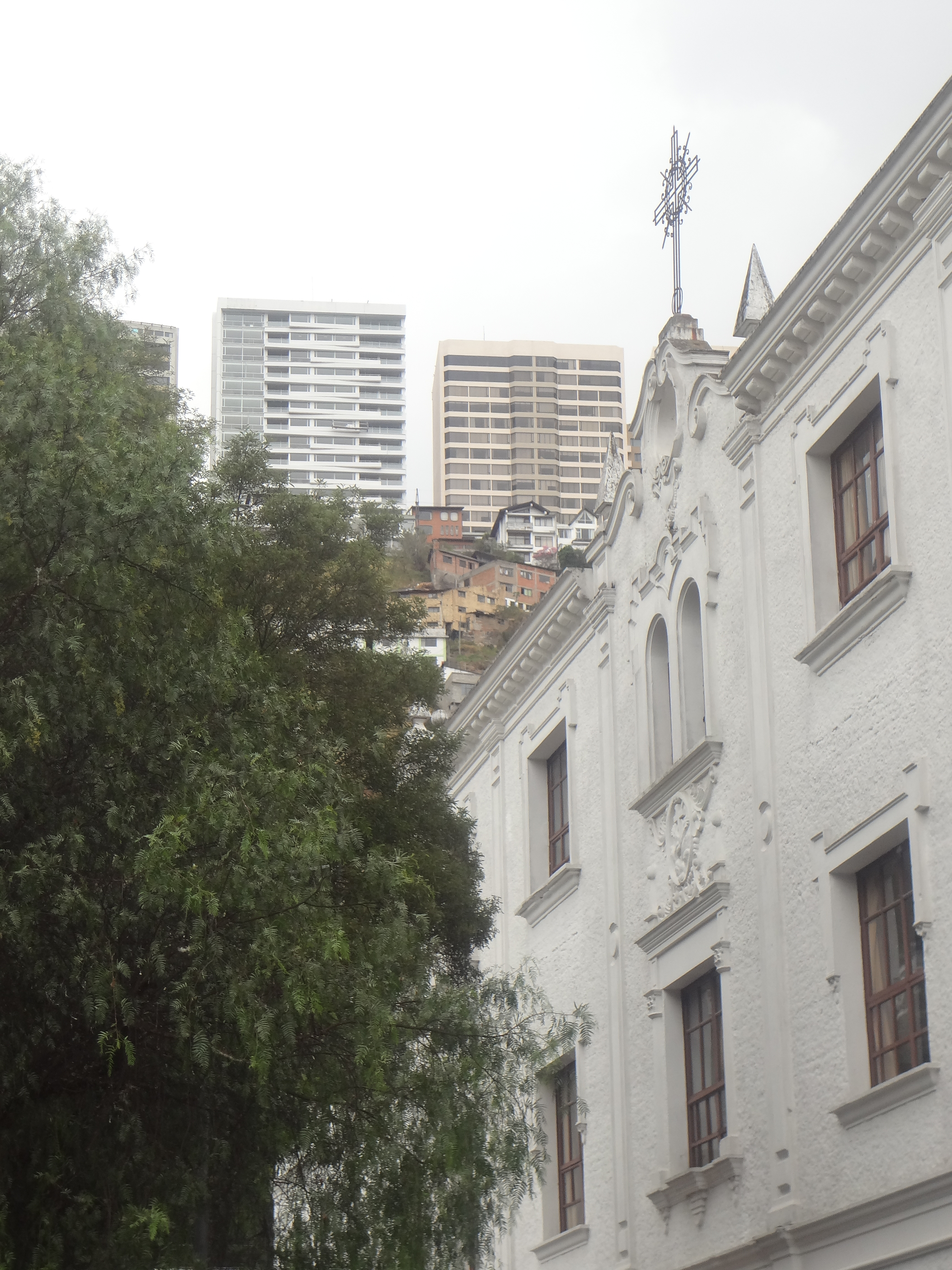
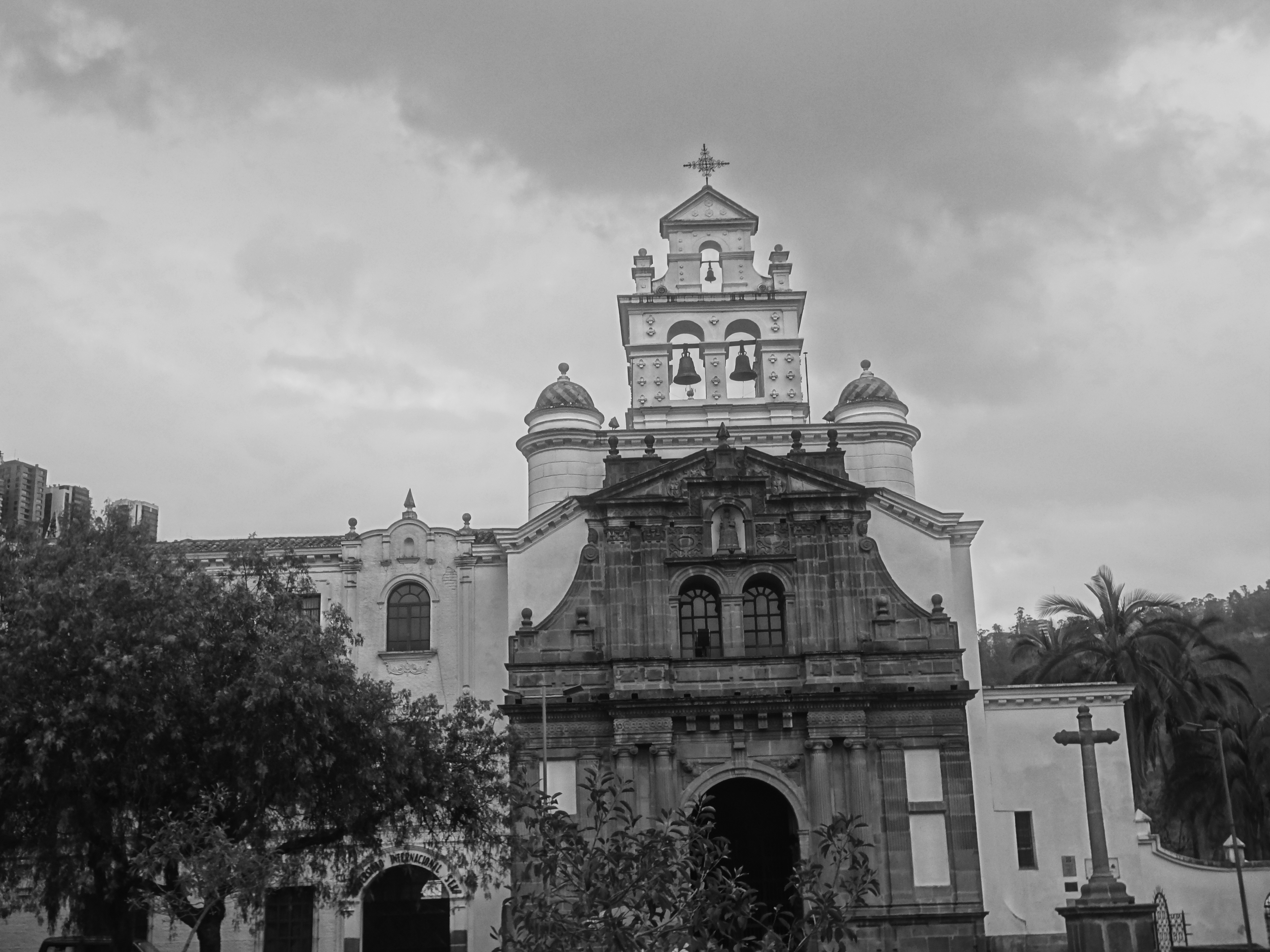
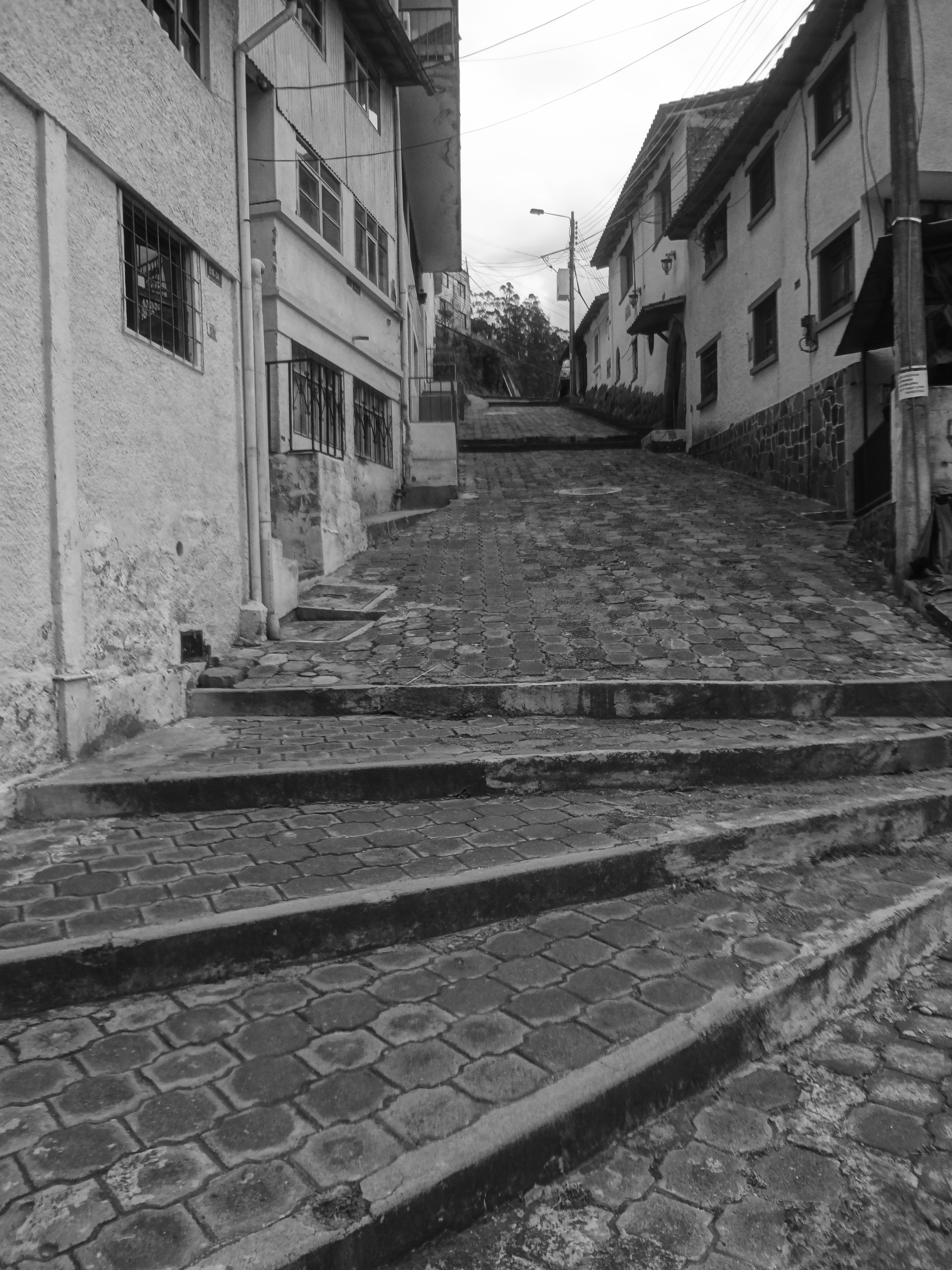
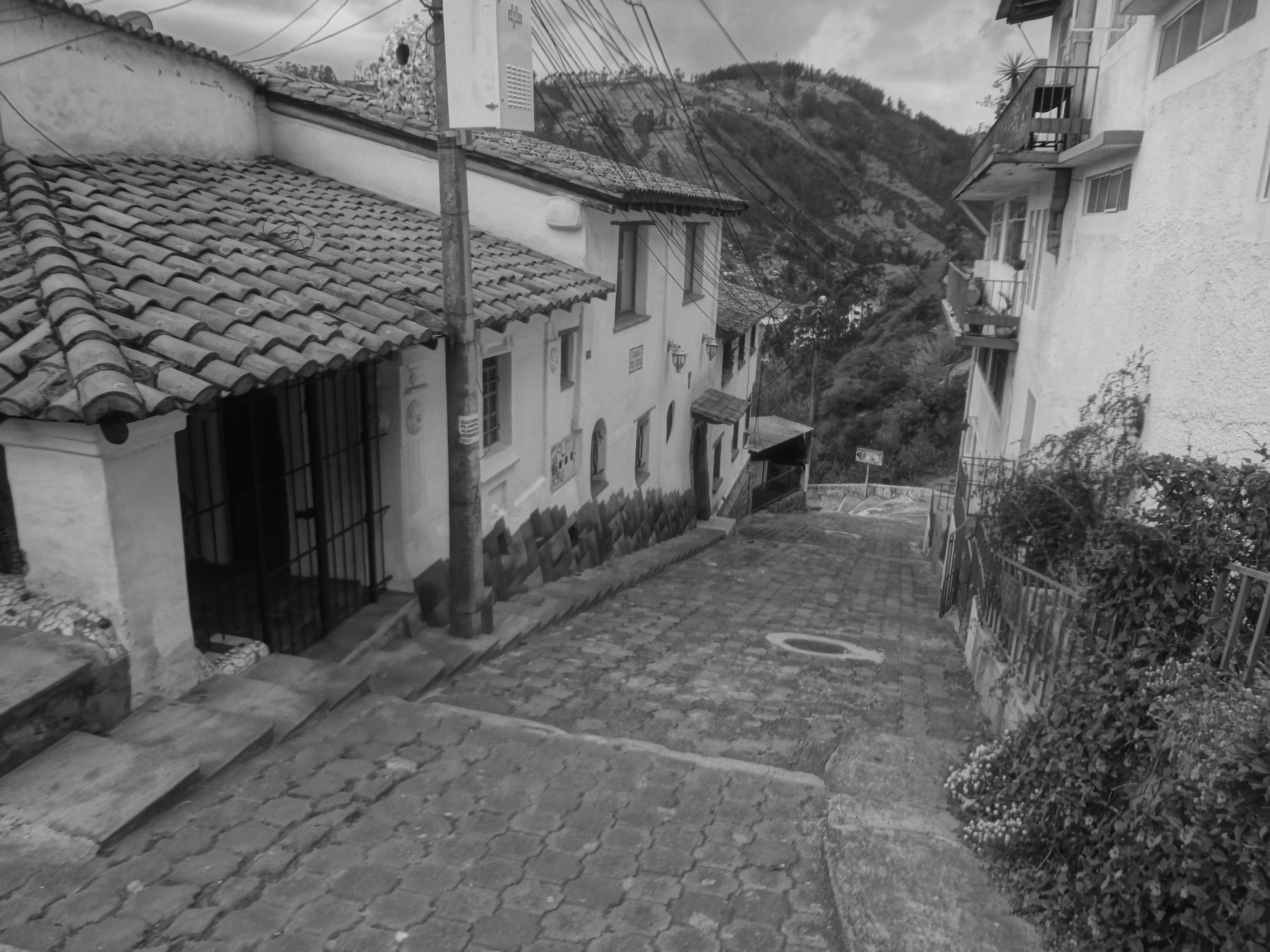

## Monumente
Piața și Biserica Mănăstirii San Francisco, Piața Independenței, Piața Santo Domingo, El Panecillo — un deal pe care se află o statuie uriașă a Fecioarei Maria, protectoarea Republicii Ecuador.

## Clima
| Date climatice pentru Quito                                                                       | Date climatice pentru Quito | Date climatice pentru Quito | Date climatice pentru Quito | Date climatice pentru Quito | Date climatice pentru Quito | Date climatice pentru Quito | Date climatice pentru Quito | Date climatice pentru Quito | Date climatice pentru Quito | Date climatice pentru Quito | Date climatice pentru Quito | Date climatice pentru Quito | Date climatice pentru Quito |
| Luna                                                                                              | Ian                         | Feb                         | Mar                         | Apr                         | Mai                         | Iun                         | Iul                         | Aug                         | Sep                         | Oct                         | Nov                         | Dec                         | Anual                       |
| ------------------------------------------------------------------------------------------------- | --------------------------- | --------------------------- | --------------------------- | --------------------------- | --------------------------- | --------------------------- | --------------------------- | --------------------------- | --------------------------- | --------------------------- | --------------------------- | --------------------------- | --------------------------- |
| Maxima medie °C (°F)                                                                              | 19.1 (66,4)                 | 19.1 (66,4)                 | 19.1 (66,4)                 | 19.4 (66,9)                 | 19.2 (66,6)                 | 19.7 (67,5)                 | 19.8 (67,6)                 | 20.3 (68,5)                 | 20.3 (68,5)                 | 20.1 (68,2)                 | 19.3 (66,7)                 | 19.3 (66,7)                 | 19,6 (67,3)                 |
| Media zilnică °C (°F)                                                                             | 13.4 (56,1)                 | 13.6 (56,5)                 | 13.4 (56,1)                 | 13.6 (56,5)                 | 13.7 (56,7)                 | 13.8 (56,8)                 | 13.9 (57)                   | 14 (57)                     | 13.8 (56,8)                 | 13.7 (56,7)                 | 13.3 (55,9)                 | 13.5 (56,3)                 | 13,7 (56,7)                 |
| Minima medie °C (°F)                                                                              | 9.6 (49,3)                  | 9.7 (49,5)                  | 9.8 (49,6)                  | 9.9 (49,8)                  | 9.6 (49,3)                  | 9.1 (48,4)                  | 8.6 (47,5)                  | 8.7 (47,7)                  | 8.9 (48)                    | 9 (48)                      | 9.1 (48,4)                  | 9.9 (49,8)                  | 9,3 (48,7)                  |
| Minima istorică °C (°F)                                                                           | 1 (34)                      | 0 (32)                      | −5 (23)                     | 0 (32)                      | −1 (30)                     | 0 (32)                      | 0 (32)                      | 0.6 (33,1)                  | 0.9 (33,6)                  | 1 (34)                      | 0 (32)                      | 0 (32)                      | −5 (23)                     |
| Precipitații mm (inches)                                                                          | 65 (2.56)                   | 104.2 (4.102)               | 123.1 (4.846)               | 149.8 (5.898)               | 98.2 (3.866)                | 41.4 (1.63)                 | 22 (0.87)                   | 28 (1.1)                    | 60 (2.36)                   | 119.3 (4.697)               | 87.9 (3.461)                | 76.3 (3.004)                | 975,2 (38,394)              |
| Umiditate [%]                                                                                     | 80                          | 81                          | 82                          | 82                          | 80                          | 75                          | 67                          | 65                          | 70                          | 79                          | 79                          | 79                          | 77                          |
| Nr. de zile cu precipitații (≥ 1.0 mm)                                                            | 10                          | 11                          | 15                          | 15                          | 13                          | 7                           | 5                           | 5                           | 11                          | 14                          | 11                          | 11                          | 128                         |
| Ore însorite                                                                                      | 167                         | 140                         | 132                         | 136                         | 164                         | 189                         | 219                         | 216                         | 186                         | 167                         | 167                         | 175                         | 2.058                       |
| Sursa nr. 1: NOAA, World Meteorological Organization (precipitation data), Voodoo Skies (records) |                             |                             |                             |                             |                             |                             |                             |                             |                             |                             |                             |                             |                             |
| Sursa nr. 2: Danish Meteorological Institute (sun and relative humidity)                          |                             |                             |                             |                             |                             |                             |                             |                             |                             |                             |                             |                             |                             |